# Miletus panaetha
Miletus panaetha är en fjärilsart som beskrevs av Waterhouse och Charles Lyell 1909. Miletus panaetha ingår i släktet Miletus och familjen juvelvingar. Inga underarter finns listade i Catalogue of Life.